# Смертельно скучающий
Смертельно скучающий (англ. Bored to Death) — американский комедийный телесериал, созданный телеканалом HBO, премьера которого состоялась 20 сентября 2009 года. Было снято и показано три сезона, по 8 эпизодов каждый.
Подобно другим программам HBO, сериал предназначен только для взрослой аудитории.
Сериал рекламировался как «Noir-otic comedy» — игра слов из Film Noir. Noir-otic (нуаротик) > neurotic (невротик).
В июне 2012 представители HBO подтвердили, что обсуждается идея создания телефильма на основе сериала.

## Содержание
Сюжет был создан Джонатаном Эймсом (Jonathan Ames), в нём Джейсон Шварцман (Jason Schwartzman) играет вымышленного 30-летнего писателя Джонатана Эймса из Бруклина. Первая серия начинается с того, что от него уходит его подружка, обвинив его в чрезмерном употреблении алкоголя и травки, и в слабом характере. Не зная, как писать свою вторую книгу, и маясь от скуки, Джонатан размещает на сайте бесплатных объявлений предложение услуг частного детектива, хотя у него нет ни опыта, ни лицензии. Однако он тут же получает заказы, и с помощью знаний, почерпнутых из любимых детективных романов Рэймонда Чандлера и Дэшила Хэммета, ему даже удаётся разрешить некоторые дела более-менее удачно.
Его друзья — Рэй Хьюстон (Ray Hueston), малоуспешный художник комиксов с похожими проблемами, и Джордж Кристофер (George Christopher), издатель вымышленного нью-йоркского журнала Edition, трижды разведённый плейбой с ещё более сильным пристрастием к алкоголю и марихуане, помогают ему и в жизни, и в карьере непрофессионального детектива.

## Актёрский состав
Постоянные
- Джейсон Шварцман (Jason Schwartzman) — Джонатан Эймс, начинающий писатель и детектив.
- Зак Галифианакис (Zach Galifianakis) — Рэй Хьюстон, художник комиксов, постоянно выясняющий отношения со своей подружкой Леа.
- Тед Дэнсон (Ted Danson) — Джордж Кристофер, издатель глянцевого журнала, плейбой и светский лев.
- Хизер Бёрнс (Heather Burns) — Леа, подружка Рэя.

Часто появляющиеся в сериях
Оливия Тирлби (Olivia Thirlby), Оливер Платт (Oliver Platt), Лайла Робинс (Laila Robins), Джон Ходжман (John Hodgman), Дженни Слейт (Jenny Slate), Зои Казан (Zoe Kazan), Биби Нойвирт (Bebe Neuwirth), Паттон Освальд (Patton Oswalt), Кристен Уиг (Kristen Wiig), Мэри Кей Плейс (Mary Kay Place), Джонатан Эймс (Jonathan Ames), Хэлли Фейффер (Halley Feiffer), Айла Фишер (Isla Fisher), Стейси Кич (Stacy Keach).

## Производство
Съёмки проходили, в основном, в Нью-йоркском районе Бруклин (Park Slope и Fort Green).